# 스웨덴의 국장

스웨덴의 국장

스웨덴의 국장은 1448년에 제정되었으며 현재의 국장은 1905년 11월 17일에 수정되었다.
왕관이 올려진 망토 가운데에는 방패가 그려져 있다. 방패 왼쪽 상단과 오른쪽 하단에는 스웨덴의 소형 국장이 그려져 있으며 방패 위에는 왕관이 올려져 있다. 방패 양쪽에는 두 마리의 사자가 그려져 있으며 방패 가운데에는 스웨덴 왕실의 문장이 그려져 있다.

스웨덴의 중형 국장
스웨덴의 소형 국장

## 같이 보기
- 스웨덴의 국기